# Campoformido
Campoformido (furlà Cjampfuarmit ) és un municipi furlanòfon italià, dins de la província d'Udin. L'any 2007 tenia 7.628 habitants. Limita amb els municipis de Basilian, Pasian di Prât, Puçui i Udin.
En aquesta vila se signà el 1797 el Tractat de Campo Formio, pel qual Napoleó Bonaparte annexà Llombardia a França i cedí el Vèneto a Àustria. El tractat és conegut internacionalment no pas pel topònim autòcton, Cjampfuarmit, sinó pel vènet Campofòrmio, llavors oficial.

## Administració
| Període | Identitat      | Partit        |
| ------- | -------------- | ------------- |
| 2004-   | Andrea Zuliani | Llista cívica |